# Fyra årstider
Fyra årstider (originaltitel: The Four Seasons) är en amerikansk TV-serie i 13 avsnitt från 1984, skriven och regisserad av Alan Alda. Den var en fortsättning på filmen med samma namn. TV-serien hade premiär i svensk TV (TV1) den 12 januari 1986. Serien handlar om vänskapen mellan tre medelålders par som flyttat från New York till det soliga Kalifornien. De inser snart att allt inte är solsken och relationerna dem emellan förändras – precis som årstider skiftar.

## Rollista i urval
- Jack Weston – Danny Zimmer
- Marcia Rodd – Claudia Zimmer
- Tony Roberts – Ted Bolen
- Joanna Kerns – Pat Devon
- Allan Arbus – Boris Elliot
- Barbara Babcock – Lorraine Elliot
- Alan Alda – Jack Burroughs
- Elizabeth Alda – Beth Burroughs
- Beatrice Alda – Lisa Callan